# Palaemnema carmelita
Palaemnema carmelita là loài chuồn chuồn trong họ Platystictidae. Loài này được Ris mô tả khoa học đầu tiên năm 1918.